# Другой мир: Войны крови
«Другой мир: Войны крови» (англ. Underworld: Blood Wars) — американский фильм ужасов с элементами боевика режиссёра Анны Ферстер, являющийся продолжением фильма «Другой мир: Пробуждение». Премьера фильма в США была намечена на 21 октября 2016 года, однако позже была перенесена на 6 января 2017 года. В России премьера состоялась 24 ноября.
Фильм рассказывает о вампирше Селин, которая продолжает свою войну против клана Ликанов и фракции вампиров. Обе стороны пытаются использовать кровь её дочери Евы, чтобы создать армию гибридов. Пряча дочь Селин, Дэвид и его отец Томас пытаются положить конец вечной войне между ликанами и вампирами, хотя это может стоить Селин жизни.
Основные съемки начались 19 октября 2015 года в Праге, Чехия. Фильм был выпущен 24 ноября 2016 года в разных странах, а затем 6 января 2017 года был выпущен в США компанией Screen Gems. Он получил в целом негативные отзывы и собрал более 81 миллиона долларов по всему миру при производственном бюджете в 35 миллионов долларов.

## Сюжет
Селин подаётся в бега. У неё остался только один помощник — Дэвид. Тем не менее охота за ней продолжается. За ней охотятся как вампиры (чтобы привлечь к ответу за убийство старейшины клана вампиров Виктора — приёмного отца Селин), так и ликаны (чтобы выведать у неё, где находится её дочь).
На улицах Праги Делец Смерти пытается спастись, уезжая на мотоцикле от ликанов, однако всё безуспешно. В заброшенном городском здании рядом с автомашинами ликаны пытаются захватить в плен Селин, вовремя подоспевший Дэвид приходит на помощь, но один из оборотней успевает выстрелить ему в живот. Раненые Дэвид и Селин на пару расправляются с ликанами.
Дэвид сообщает Селин, что у ликанов новый лидер — некто Мариус, который гораздо сильнее всех предшествующих, и ему нужна дочь Селин. Селин находит раненого, но ещё живого ликана, и говорит, чтоб тот передал Мариусу, что ему никогда не найти Еву, так как Селин сама не знает, где она находится. Ликан пытается дерзить, но Селин простреливает ему обе ноги, и он скрывается. Селин и Дэвид находят укромное место. Она извлекает пулю из его живота. Вампирша прячет у себя шнурок, напоминающий о расставании с Евой, и вместе с Дэвидом пополняет запасы. Одновременно в заброшенном промышленном предприятии, где находится убежище ликанов, их лидер Мариус обсуждает со своими сторонниками план дальнейших действий, а затем отчитывает оборотня, которого оставила в живых Селин.
Тем временем Томас прибывает в поместье вампиров, где его встречает с охраной молодой вампир по имени Варга. Отец Дэвида встречается с лидером Восточного клана вампиров Семирой и пытается убедить её помиловать Селин. Он настаивает на том, что убийство Виктора было вынужденной мерой, помимо этого Селин — опытный воин. Он предлагает сделать её наставником для новых бойцов. Затем на глазах у Томаса происходит посвящённое этому вопросу совещание под председательством Семиры. После долгих прений клан соглашается: его руководители отправляют письмо Томаса, адресованное Дэвиду, в котором сообщается, что Селин ничего не угрожает, и сама вампирша приглашается в качестве тренера. Селин и Дэвид на автомобиле в сопровождении вооружённых воинов-вампиров прибывают в ковен, где их встречает Семира в сопровождении Томаса. Лидер клана вампиров устраивает торжественный приём в честь прибытия гостей. Томас ведёт беседу с Дэвидом возле барельефа, изображающего битву оборотней и вампиров, а Семира проводит время вместе с Варгой в интимной обстановке.
Селин принимает предложение. Она тренирует новобранцев-воинов, но однажды на тренировку приходит Варга и говорит, что тренажёры и физические тренировки — ничто по сравнению с реальным боем. Он предлагает Селин выйти с ним на арену. Она будет играть саму себя, а он выступит в качестве её спарринг-партнёра и изобразит атакующего ликана. Селин соглашается. В ходе непродолжительной схватки Варга ранит Селин отравленным ножом, и она теряет сознание. Перед тем, как впасть в забытье, Делец Смерти видит, как Семира, подойдя к ней, говорит, что не простит ей гибель Виктора.
По приказу Семиры её помощник Варга расстреливает кадетов из пистолетов Селин, чтобы совет считал, что это сделала именно она. После расстрела из Селин пытаются выкачать кровь, чтобы Семира стала ещё сильнее, но Дэвид и Томас, который догадался к тому времени насчёт коварного плана Семиры, находят Селин. Отец и сын пытаются спасти Дельца Смерти, но на их пути встают лидер ковена и Варга. В схватку с Семирой и Варгой вступает Томас и одерживает верх, однако Семира подло убивает Томаса. Дэвид пытается спасти Селин и прыгает в окно во время рассвета, но оказывается, что на Дэвида совсем не действует свет солнца. Они садятся в машину и бегут из ковена на глазах у Семиры.
Дэвид спасает Селин, дав ей свою кровь. Беглецы решают укрыться в Северном Клане вампиров, расположенном в Скандинавии. Тем временем Семира посылает отряд вампиров на Север — она знает, что уцелело только два клана: Восточный, во главе которого стоит она, Семира, и Северный. Отряд возглавляет вампирша Алексия, которая оказывается предательницей и возлюбленной Мариуса. Последняя обнаруживает брошенную Селин и Дэвидом машину и вычисляет маршрут их следования, а затем встречается с лидером ликанов. Одновременно на глазах у Варги Семира добавляет каплю крови Селин в стеклянную чашу с водой, которую впоследствии выпивает.
Селин и Дэвид прибывают на далёкий Север и оказываются в горной местности, где живут местные вампиры. Они проникают в крепость Северного клана и встречаются с воительницей Линой. Последняя приводит беглецов к своему отцу Видару — лидеру ковена. Он говорит, что Дэвид — наследник убитой ликаном Рейзом старейшины клана вампиров Амелии, её родной сын. Сыну Томаса передают серебряный меч, но Дэвид отказывается верить. Видар вручает Селин перстень, подарок Амелии Дэвиду, содержащий ампулу с каплей её крови. Делец Смерти находит Лину рядом с мумиями вампиров и ведёт с нею беседу. Память крови Амелии, принимавшей в своё время участие в поимке Первого Оборотня Вильгельма Корвинуса, старейшины-соратницы Виктора, и Первого Вампира Маркуса Корвинуса, показывает Дэвиду, что члены Северного Клана не лгут. В это время на ковен нападают ликаны во главе с Мариусом, о чём Дэвид предупреждает вампиров Севера. Сын Томаса и Амелии приходит на помощь Лине и вместе с ней крушит оборотней. Селин вступает в бой с Мариусом, и оба они оказываются снаружи крепости. Лидер ликанов требует, чтобы Селин сказала, где находится Ева, обещая, что её дочь не пострадает, и ему нужна только её кровь, но Селин не сдаётся.
Мариус принимает облик волка, и Селин видит, что он не похож ни на одного из оборотней. Внешне Мариус похож на гибрида, только значительно крупнее и сильнее обычного. Вампирша пронзает Мариуса клинком и отбрасывает его прямо в снежную скалу. Однако оборотень не сдаётся и нападает на вампиршу. Он избивает Селин и бросает её на лед. В это время подоспевшая ему на помощь Алексия ранит Селин мечом. Мариус принимает человеческий облик и наставляет на Селин оружие, требуя выдать ему Еву. Измождённая Селин говорит, что она не знает, где та находится. Алексия пробует кровь Селин с меча. Память крови Селин открывает Алексии правду, и она подтверждает, что Селин не знает, где спрятана её дочь. Разъярённый Мариус расстреливает Селин, и она уходит под лед. На глазах у Дэвида и Лины ликаны отступают из крепости, а Алексия предстаёт перед Семирой с докладом о своей миссии. Старейшина убивает Алексию (зная о её предательстве) и встречается с Советом.
Дэвид прощается с вампирами Северного клана и возвращается в Восточный ковен. Он представляет членам Совета, что он должен быть Старейшиной (им это показывает кровь Амелии). Семира, которая не желает уступать власть сыну Томаса, требует арестовать его, но Варга берёт под стражу её саму. Одновременно на особняк вампиров нападают ликаны во главе с Мариусом. Вампиры под предводительством членов Совета, Дэвида и Варги дают мощный отпор, тогда ликаны, стреляя из гранатомёта, делают дыры в стенах и взрывают окна. Солнечный свет начинает сжигать вампиров. Дэвид оказывает сопротивление и сталкивается лицом к лицу с Мариусом.
В это время на поле боя возвращается преображённая Селин, но уже с наполовину седыми волосами. Вампиры Северного Ковена вернули её к жизни и тем самым наделили своей магией. Она помогает вампирам, уничтожая часть ликанов, также с ней приходят и вампиры Северного Клана во главе с Линой. По пути в темницу Семира убивает охрану и освобождается. Она вступает в сабельную схватку с Дэвидом, а Селин вызывает на поединок Мариуса. Семира у себя в покоях пытается ранить Дэвида алебардой, и одновременно Селин расстреливает Мариуса в комнате для тренировок.
В ходе драки кровь Мариуса попадает на губы Селин. Память его крови показывает, что Мариус нашёл Майкла в криогенной лаборатории. Лидер оборотней взял гибрида в плен и выкачал его кровь. Селин понимает, что её возлюбленный мёртв. Она пробует свою кровь, вспоминая все те моменты, которые она провела вместе с Майклом, Дэвидом и Евой. Воспоминания придают ей ярости, и она вырывает позвоночник Мариусу, который к тому времени уже успел выпить кровь гибрида и принять облик волка.
Дэвид оказывается ранен клинком, но делает так, что солнечный свет проникает в комнату и падает на Семиру. В итоге лидер Восточного клана вампиров умирает таким образом, каким погиб Томас. Сын Амелии обезглавливает труп Мариуса и показывает его голову ликанам, объявляя, что их вожак мёртв, что вынуждает оборотней отступить.
После битвы Селин помогает лечить раненых вампиров. Впоследствии Селин, Дэвид и Лина избираются новыми «Тремя Старейшинами Вампиров», став таким образом предводителями всех вампиров. На смену изгнанию и преследованию к Селин приходят почёт и уважение. В конце фильма перед титрами показано, что в Северном Ковене Селин встретила свою дочь Еву, которая следила за своей матерью по телепатической связи.

## В ролях
| Актёр               | Роль |
| ------------------- | --- |
| Кейт Бекинсейл      | Селин Делец/Рыцарь/Вестник Смерти / Гибрид штамма Корвинуса / Воин Северного клана вампиров / Старейшина Вампиров |
| Тео Джеймс          | Дэвид сын Томаса и Амелии / Гибрид штамма Корвинуса / Старейшина Вампиров                                         |
| Тобайас Мензис      | Мариус лидер оборотней                                                                                            |
| Лара Пулвер         | Семира лидер Восточного клана вампиров                                                                            |
| Джеймс Фолкнер      | Кассиус член совета Восточного клана вампиров                                                                     |
| Чарльз Дэнс         | Томас Старейшина вампиров,отец Дэвида и муж Амелии                                                                |
| Брэдли Джеймс       | Варга помощник Семиры                                                                                             |
| Клементайн Николсон | Лина воин Северного клана вампиров, дочь Видара / Гибрид штамма Корвинуса / Старейшина Вампиров                   |
| Петер Андерссон     | Видар лидер Северного клана вампиров                                                                              |
| Дэйзи Хэд           | Алексия воин Восточного клана вампиров, любовница Мариуса                                                         |
| Брайан Каспе        | Гайна |
| Трент Гарретт       | Майкл Корвин Гибрид                                                                                               |
| Зита Гёрёг          | Амелия Старейшина клана вампиров,мать Дэвида и жена Томаса                                                        |
| Оливер Старк        | Грегор помощник Мариуса                                                                                           |

## Производство
27 августа 2014 года Lakeshore Entertainment объявило о планах перезапуска франшизы «Другой мир». Кори Гудман был нанят на пост сценариста для первого фильма. Том Розенберг и Гари Лучези были наняты в качестве продюсеров фильма. Однако позже было подтверждено, что перезапуска не будет, но готовится пятый фильм из серии «Другой мир». Первоначально фильм назывался Другой мир: Следующее поколение, а дата выпуска — 2015 год. Тео Джеймс, который появился в роли Дэвида в 4-м фильме, вернется к своей роли. 12 октября 2014 года Лен Уайзман объявил IGN, что Кейт Бекинсэйл вернётся к главной роли Селин.
14 мая 2015 года Анна Ферстер была выбрана в качестве режиссёра фильма. 14 августа было объявлено, что известный актёр Тобайас Мензис получил роль Мариуса, загадочного нового лидера оборотней. 9 сентября Брэдли Джеймс был выбран на роль злодея. В тот же день Клементина Николсон была выбрана на роль Лены, величайшего воина и дочери Видара. 22 сентября Лара Пулвер получила роль яростной вампирши и главного женского антагониста. 19 октября Чарльз Дэнс подтвердил, что вернётся к роли Томаса, отца Дэвида. Также было объявлено, что Джеймс Фолкнер, Петер Андерссон и Дэйзи Хэд присоединились к актёрскому составу.

### Съёмки
Основные съёмки фильма начались 19 октября 2015 года в Праге и должны были продолжаться в течение десяти недель. Съёмки завершили 11 декабря 2015 года.

## Критика
Фильм получил в целом негативные отзывы кинокритиков. Пятый фильм имеет рейтинг одобрения 21% на веб-сайте-агрегаторе обзоров Rotten Tomatoes на основе 96 обзоров со средней оценкой 3,96 из 10. Критический консенсус сайта гласит: «Другой мир: Войны крови представляет собой еще один раунд стилизованного насилия, которым известен сериал, но, как и многие пятые части франшизы, представляет очень мало интереса для необращенных». На Metacritic фильм получил 23 балла из 100 по мнению 17 критиков, что указывает на «в целом неблагоприятные отзывы». Зрители, опрошенные CinemaScore, поставили фильму среднюю оценку «B+» по шкале от A+ до F.
Рафер Гусман из Newsday назвал фильм самым слабым и бескровным из всей серии, с «третьесортными» спецэффектами и «неуклюжими» боевыми сценами. Бен Кенгисберг из New York Times написал, что фильм был «настолько перегружен экспозицией», что режиссёр и сценарист делали «диссертацию вместо продолжения», и раскритиковал то, что он назвал фильмом «почти умышленное отсутствие удовольствия». Фрэнк Шек из The Hollywood Reporter написал, что фильм был «обычным, по цифрам» упражнением, которое было «строго анемичным», учитывая «все разговоры о крови». Он похвалил игру Бекинсейл и Дэнс, а также сказал, что присутствие Дэнса продолжает традицию выдающихся британских актёров».

## Продолжение
Достоверных данных о продолжении данной серии фильмов нет. В 2017 году Лен Уайзман сообщил, что планирует съёмки сериала, который не будет связан с текущей сюжетной линией. Кейт Бекинсейл сообщила, что не намерена продолжать участвовать в съёмках франшизы.